# Tasador
Un tasador, valuador o avaluador (en inglés: appraiser, del latín appretiare, «valorar», mientras que en español actual la valoración económica de algo suele ser denominada tasa) es quien determina el valor de una propiedad mueble o inmueble. En Inglaterra el negocio del tasador generalmente es acompañado por el del subastador, también la palabra tiene un significado similar, significa  "valuador." 

## Uso
En los Estados Unidos, el uso común se refiere a la tasación de muebles e inmuebles, también este término es utilizado para describir a la persona nombrada por un juez o autoridad judicial para realizar la valuación de una propiedad, p. ej. los elementos de un inventario de los bienes tangibles (IRS ley) de una persona difunta o sobre una tierra tomada para propósitos públicos por dominio eminente (Estado). Los tasadores de bienes importados y los consejos de tasadores generales poseen amplias funciones en administración de leyes aduaneras de los Estados Unidos. A veces, en los lugares donde no existen tasadores residentes, se nombran temporalmente Tasadores Comerciales basados en las leyes de ingresos para hacer valuaciones, evitando mantener oficinas de tasadores. (EE. UU. Rev. Stats. § 2609).

## Tasador de bienes raíces
La naturaleza del trabajo (Departamento de la Oficina de Trabajo de Estadísticas Laborales de EE. UU.) de los tasadores y valuadores de bienes raíces es estimar el valor de inmuebles para 
una variedad de propósitos, como valuar para el impuesto de la propiedad, determinar el precio de venta, o determinar el valor de una hipoteca que podría ser concedido a una propiedad. Los tasadores pueden ser llamados a tasar el valor de cualquier tipo de bienes inmuebles, que van desde las tierras agrícolas a un importante centro comercial, a pesar de que generalmente se especializan en valuar solo un determinado tipo de bienes inmuebles como edificios residenciales o propiedades comerciales. Los valuadores realizan la valuación de todas las propiedades en una localidad a fin de determinar los impuestos a la propiedad, mientras que los tasadores valúan las propiedades de una a la vez con diversos fines, tales como determinar que precio de venta de una casa podría ser bueno, resolver una herencia o ayudar en un acuerdo de divorcio.
Las valuaciones de todo tipo de inmuebles son realizadas utilizando métodos similares, independientemente de quién emplea al tasador o valuador. Estos trabajan en localidades donde están familiarizados, por lo tanto, conocen los problemas del medio ambiente u otro tipo de problemas que puedan afectar el valor de los inmuebles a tasar. Ellos notan las características únicas de la propiedad y del área 
circundante, tales como el estilo arquitectónico concreto de un edificio o la localización de una carretera importante cercana. También tienen en cuenta aspectos adicionales 
de una propiedad como el estado de los cimientos, el estado de los techos o cualquier renovación que pueden haber sido hechas. Además, pueden tomar fotografías del interior de un edificio con el objetivo de documentar el estado de una habitación o característica particular, como así también de los exteriores del 
edificio. Después de visitar la propiedad, el tasador o valuador determinará un valor razonable del inmueble, teniendo en cuenta cosas tales como la venta de casas similares, los registros de arrendamiento, la ubicación, las valuaciones anteriores y los ingresos potenciales. Luego, arman un informe detallado de todas sus investigaciones y observaciones, indicando no solo el valor de la parcela, sino también el razonamiento y la metodología que utilizaron para llegar a la estimación.
Los tasadores tienen clientes independientes y se enfocan en la valuación de una propiedad a la vez. Principalmente trabajan en una relación cliente a cliente y realizan valuaciones por varias razones. Los tasadores de inmuebles generalmente se especializan por el tipo de propiedades que tasan, como propiedades residenciales, campos de golf, o centros comerciales. En general, los tasadores comerciales tienen la capacidad de valorar cualquier inmueble pero generalmente solo valoran propiedades utilizadas para fines comerciales, como 
tiendas u hoteles. Los tasadores residenciales se enfocan en la valuación de casas u otras 
residencias y solamente tasan aquellas casas que tienen entre 1 a 4 familias. Otros tasadores tienen 
una práctica general y valúan cualquier tipo de inmuebles.
Los valuadores preferentemente trabajan para los gobernantes locales y son los responsables de la valuación de propiedades para una fórmula de impuestos que puede ser usada para evaluar impuestos de propiedad. A diferencia de los tasadores, los valuadores valúan barrios enteros utilizando técnicas de valuación masiva para valorar todas las casas en un barrio en una sola vez. A pesar de que 
ellos normalmente no se enfocan en una sola propiedad pueden hacer la valuación particular si 
el dueño de propiedad desafía la estimación realizada. También pueden utilizar computadoras para realizar una valuación automatizada utilizando un programa con un modelo de valuación para su jurisdicción. En la mayoría de las jurisdicciones la comunidad se revalúa anualmente 
o cada pocos años. Dependiendo del tamaño de la jurisdicción y la cantidad de personal 
en la oficina de valuaciones, una empresa de tasación, usualmente convoca a una empresa de revaluación, ésta puede 
hacer el trabajo de valuar las propiedades en la jurisdicción. Luego estos resultados son oficialmente certificados por el valuador.
Cuándo se evalúan las propiedades, los evaluadores emiten avisos de las valuaciones y los impuestos que cada propietario debe pagar. Los valuadores deben estar al corriente de los procedimientos de valuación de impuestos y deben ser capaces de defender sus valuaciones, ya sea ante el propietario directamente o en una audiencia pública , esta defensa debe ser hecha cuidadosamente, ya que los evaluadores también son responsables de hacer frente a los contribuyentes que quieran impugnar los impuestos a su propiedad. Ellos también mantienen una base de datos de cada parcela en su jurisdicción identificando el dueño de propiedad, la valuación fiscal emitida y el tamaño de la propiedad, así también como 
mapas de propiedades de la jurisdicción con el detalle de su la distribución en la 
jurisdicción.
Los tasadores y valuadores escriben un informe detallado de cada valuación que realizan. La escritura de estos informes son más fáciles y rápidos desde que se utilizan computadoras portátiles, ya que los informes pueden ser escritos y accedidos en el sitio de la valuación. Otra 
tecnología que ha impactado positivamente en este negocio han sido los mapas electrónicos, 
hechos por las oficinas de valuación, de una dada jurisdicción y la distribución de sus propiedades respectivas. Los tasadores y valuadores utilizan estos mapas para obtener una perspectiva más precisa de la propiedad y los edificios que la rodean. También son usadas generalmente cámaras digitales para documentar el aspecto físico de un edificio o la tierra en el tiempo que se realizó la evaluación, además las fotografías son utilizadas para la documentación del informe.

## Marco Normativo en distintos países

### Colombia
El tasador en Colombia comúnmente es llamado Avaluador. La normatividad que regula el campo de los avalúos tiene la finalidad de ofrecer seguridad jurídica y protección en las relaciones jurídicas entre particulares o entre particulares y el Estado.
En la Constitución de Colombia se relacionan el Artículo 58, el artículo 317, 287, 82 del capítulo 3. 
En el Código civil se aclaran los tipos de bienes.  
En la Ley 9° de 1989 por la cual se dictan normas sobre planes de desarrollo municipal, compraventa y expropiación de bienes y se dictan otras disposiciones, la Ley 388 de 1997 por medio de la cual se modifica la ley 9° de 1989 y la ley 2° de 1991 y se dictan otras disposiciones. 

#### Entidades reguladoras
1. RAA - REGISTRO ABIERTO DE AVALUADORES
2. ANA - Corporación Autorreguladora Nacional de Avaluadores

A partir del 12 de mayo de 2018, la única forma de acreditar la idoneidad del avaluador es a través del certificado donde conste la inscripción en el Registro Abierto de Avaluadores – RAA. Por lo tanto quien lleve a cabo la actividad valuatoría debe demostrar su idoneidad a partir de ese fecha.
Para lo cual existen según el Decreto 556 de 2014 trece (13) categorías certificadas, como son: Inmuebles Urbanos, Inmuebles Rurales, Recursos Naturales y Suelos de Protección, Obras de Infraestructura, Edificaciones de Conservación Arqueológica y Monumentos Nacionales, Inmuebles Especiales, Maquinaria fija Equipos y Maquinaria Móvil, Maquinaria y Equipos Especiales, Obras de Arte y Patrimoniales, Semovientes y Animales, Activos Operacionales, Intangibles, e Intangibles Especiales

#### Marco ético
El código ético del avaluador o tasador está dispuesto en la Ley 1673 de 2013. Allí se plantean los deberes, las inhabilidades, las faltas y las sanciones aplicables.

### España
El tasador es conocido por su propia denominación ("tasador") o como valorador. La normativa establece una metodología estricta para la valoración de bienes tangibles e intangibles. Cabe destacar la metodología para tasaciones hipotecarias, que interviene en el mercado hipotecario español ya que es obligatorio contar con una tasación con fin hipotecario para que el banco otorgue el préstamo en base a esta tasación.
En España existe además la figura de la sociedad homologada de tasación, que es una entidad que valida las tasaciones realizadas por técnicos para que dichas tasaciones sean válidas. Las sociedades son homologadas por el Banco de España y deben cumplir con determinados requisitos, mientras que los técnicos deben contactar con una experiencia y formación dada (según sector) y los informes tienen que estar hechos de una manera según las pautas marcadas.